# 토레데파세리
토레데파세리(이탈리아어: Torre de' Passeri)는 이탈리아 아브루초주 페스카라도에 위치한 코무네다.